# Province de Tan-Tan
La province de Tan-Tan (en tamazight ⵟⴰⵏⵟⴰⵏ, en arabe : طانطان) est une des provinces marocaines de la région de Guelmim-Oued Noun.

## Démographie de la province
| 58 079                                                  | 70 146 | 73 736 |
| 1994, 2004 : recensement officiel ; 2007 : calculation. |        |        |

## Villes de la province
| Municipalités | Population en 1994 | Population en 2004 |
| ------------- | ------------------ | ------------------ |
| Tan-Tan       | 45 808             | 60 698             |
| El Ouatia     | 7 846              | 6407               |
| Msied         | 1 216              | 1773               |
| Tilemzoun     | 916                | 771                |
| Ben Khalil    | 883                | 316                |
| Chbika        | 793                | 541                |
| Abteh         | 604                | 390                |

## Crédit d'auteurs
- (de) Cet article est partiellement ou en totalité issu de l’article de Wikipédia en allemand intitulé « Tan-Tan (Provinz) » (voir la liste des auteurs).